# Tolpiodes aphanta
Tolpiodes aphanta là một loài bướm đêm trong họ Noctuidae.